# Martin Johan Wallenius
Martin Johan Wallenius, född den 18 mars 1731 i Åbo, död den 22 oktober 1773, var en finländsk matematiker, son till Johan Wallenius och far till Johan Fredrik Wallenius.

## Biografi
Wallenius blev student 1743, filosofie magister 1751 och vistades någon tid i nuvarande Sverige för att studera. Han utnämndes 1755 till docent i matematik vid universitetet i Åbo, 1756 till extra ordinarie filosofisk adjunkt och 1758 till professor i matematik. Mot slutet av sitt liv led han av psykisk ohälsa och omskrevs som "sinnesrubbad".
I motsats till sina närmaste föregångare på i det matematiska lärosätet ägnade han sig med stor kraft åt sin vetenskap och höjde betydligt dess status vid Åbo universitet, särskilt genom att vid undervisningen inkludera infinitesimalkalkylen. Hans matematiska arbeten utgörs till största delen av akademiska disputationer. I Vetenskapsakademiens handlingar ingår en uppsats av honom: Geometriskt försök att mäta hörn eller solida vinklar.